# Alfred Boulnois
Alfred Boulnois foi um ciclista francês que participava em competições de ciclismo de pista. Representou França nos Jogos Olímpicos de Verão de 1900, realizados na cidade de Paris.